# Fünf Dörfer
Fünf Dörfer är en krets i distriktet Landquart i den schweiziska kantonen Graubünden, på ömse sidor av floden Rhen, omdedelbart norr om kantonshuvudstaden Chur.
Det återgår på ett medeltida tingslag, vars ursprungliga namn var Vier Dörfer (tyska: "fyra byar") och syftade på de fyra byarna och kommunerna Trimmis, Zizers, Igis och Untervaz. 1803 tillkom Haldenstein, som dittills hade varit ett separat friherrskap, och då infördes det nuvarande namnet som alltså betyder "fem byar". 1851 gjordes det till en krets enligt kantonens nya indelning. Senare tillkom kommunerna Says och Mastrils genom utbrytning, men kretsens namn ändrades inte mer. Says återförenades med Trimmis 2008, och 2012 sammanslogs Igis och Mastrils till den nya kommunen Landquart. Siffran i kretsens namn har därmed återigen blivit relevant.

## Språk
Tyska språket trängde undan det rätoromanska under 1300- och 1400-talet, som en följd av inflyttning dels från lägre liggande bygder i Rhendalen, dels av walsertyskar.

## Religion
Vid reformationen gick Haldenstein och Igis över till den reformerta läran. I de andra byarna bildades reformerta församlingar som levde sida vid sida med de katolska, och har gjort så fram till idag. Numera är den religiösa tillhörigheten tämligen blandad i alla kommunerna.

## Arbetsliv
I sin helhet är samtliga kommuner i kretsen att betrakta som förorter till Chur, med omfattande utpendling dit. Samtidigt förekommer en hel del inpendling till framför allt Lanquart, som industrialiserades redan under 1800-talet.

## Indelning
Fünf Dörfer är indelat i fem kommuner:
| Vapen       | Kommun      | Invånare (2013-12-31) | Yta in km² | Kommunkod |
| ----------- | ----------- | --------------------- | ---------- | --------- |
| Haldenstein | Haldenstein | 1 003                 | 18,56      | 3941      |
| Landquart   | Landquart   | 8 458                 | 18,86      | 3955      |
| Trimmis     | Trimmis     | 3 100                 | 42,87      | 3945      |
| Untervaz    | Untervaz    | 2 407                 | 27,72      | 3946      |
| Zizers      | Zizers      | 3 192                 | 11,01      | 3947      |